# 5×10 All the BEST! CLIPS 1999-2009
『5×10 All the BEST! CLIPS 1999-2009』（ファイブバイテン オール ザ ベスト クリップス 1999-2009）は、日本の男性アイドルグループ・嵐のビデオ・クリップ集。2009年10月28日にJ Stormから発売された。

## 概要
- 本作は、初回限定盤が存在せず、通常盤1種類のみの発売となっている。
- 1999年11月発売のデビューシングル「A・RA・SHI」から、2009年5月発売の26thシングル「明日の記憶/Crazy Moon〜キミ・ハ・ムテキ〜」までの、これまで嵐が発表した中でPVが存在するシングル表題曲全30曲に加え、ベスト・アルバム『5×5 THE BEST SELECTION OF 2002←2004』の初回特典DVDに収録されていた「Lucky Man」と、タツノコプロとのコラボレーションで実現した「"アラシ★タツノコ animation film of Believe"」を収録している。また、曲間には新たに撮り下ろした曲紹介映像が挿入されており、「Crazy Moon〜キミ・ハ・ムテキ〜」についてはメイキングも挿入されている。
- 全31曲のディスクが2枚、約236分にわたり収められている。
- 嵐のメンバーによるコメンタリーもディスク2枚の中に収録されている。1曲ごとに曲前にビデオ撮影当時を振り返るなどメンバー数名によるトークが収録されている。
- なお、映画「ピカ☆ンチ LIFE IS HARDだけどHAPPY」DVD盤収録の「道」、VHS/DVD「ALL or NOTHING」収録の「ALL or NOTHING」、そして御蔵入りとなった5thアルバム「One」収録曲「素晴らしき世界」のPVは未収録。
- 近年の各CDの初回盤のDVDは画面サイズ16:9での収録となっているのに対し、本作はそれ以前からの作品との兼ね合いなどの影響か、画面サイズ4:3（厳密には一部はレターボックス）での収録となっている。
- なお、シングル曲という点では「曇りのち、快晴」にもPVが存在するが、大野智のソロワークという特性上収録されていない[1]。

## チャート成績
- 2009年11月9日付のオリコン週間DVDチャートで、自身5作目の総合首位を獲得。初動売上は、音楽DVD史上最多の40万枚を突破し、KAT-TUNの「Real Face Film」を上回って、当時の音楽DVD初動売上歴代1位となった[2]また、初動売上のみで、前作「ARASHI AROUND ASIA 2008 in TOKYO」の累積売上を超え、この年の年間音楽DVDチャート1位に浮上。これにより、シングルと同じく、ワンツーフィニッシュを飾った。
- 売上は累計89万枚を越え、歴代音楽DVD売上第2位である。（ちなみに2〜8位を嵐が独占している。）

## 収録曲
※はDVD初収録映像。

### 本編映像

#### Disc 1
1. opening 〜 A・RA・SHI
2. SUNRISE日本
3. 台風ジェネレーション -Typhoon Generation-
4. 感謝カンゲキ雨嵐
5. 君のために僕がいる
6. 時代
7. a Day in Our Life
8. ナイスな心意気
9. PIKA☆NCHI
10. とまどいながら
11. Lucky Man
12. ハダシの未来
13. 言葉より大切なもの
14. PIKA★★NCHI DOUBLE
15. 瞳の中のGalaxy
16. Hero
17. サクラ咲ケ
18. WISH※

#### Disc 2
1. intro. 〜 きっと大丈夫
2. アオゾラペダル
3. Love so sweet※
4. We can make it!※
5. Happiness※
6. Step and Go
7. One Love
8. truth
9. 風の向こうへ
10. Beautiful days
11. Believe
12. 明日の記憶
13. Crazy Moon〜キミ・ハ・ムテキ〜
14. "アラシ★タツノコ animation film of Believe"※

### 特典映像
※All Play再生時のみ

1. メンバーコメンタリー映像
「"アラシ★タツノコ animation film of Believe"」を除く全曲の開始前に挿入。

2. Crazy Moon〜キミ・ハ・ムテキ〜（メイキング映像）
(途中、「Believe」のメイキング映像も一部挿入。)

3. "アラシ★タツノコ animation film of Believe"
ドワンゴで配信された嵐とのコラボレーションによる着うたフルアニメーションPV。